# Tự thú của một tín đồ shopping
Tự thú của một tín đồ shopping (tên gốc tiếng Anh: Confessions of a Shopaholic) là một bộ phim hài lãng mạn năm 2009 của Mỹ dựa trên cuốn tiểu thuyết ăn khách Tín đồ shopping của Sophie Kinsella. Đoàn làm phim gồm đạo diễn P. J. Hogan, ngôi sao điện ảnh Isla Fisher và Hugh Dancy. Bộ phim được trình chiếu tại Mĩ vào ngày 13 tháng 2 năm 2009 và khởi chiếu tại Việt Nam vào ngày 17 tháng 4 năm 2009.

## Nội dung
Tham vọng lớn nhất của Rebecca Bloomwood (Isla Fisher) là được nhận vào làm ở tờ tạp chí thời trang danh tiếng, Alette. Nhưng trong lúc chờ thời, cô phóng viên chuyên viết bài về chủ đề vườn tược cho một tạp chí nhỏ coi mua sắm là niềm đam mê lớn nhất. Rebecca sẵn sàng lao tới mọi cuộc giảm giá của những cửa hàng thời trang hàng hiệu và tiêu tiền không tính toán trước những món đồ đắt giá. Cô nàng hoàn toàn không có khả năng kiềm chế thú vui mua sắm, bất lực trước việc kiểm soát chi tiêu. Hậu quả là món nợ hơn 9.000 USD vượt xa khả năng thanh toán.

Sống cùng cô bạn thân, phòng ngủ của Rebecca tràn ngập quần áo giày dép, mà phần lớn trong số đó chưa từng được dùng tới. Được bạn khuyên can bao lần, nhưng Rebecca chẳng hề có dấu hiệu của sự tỉnh ngộ. Giữa lúc cần kiếm tiền để trả nợ, cô nàng lại bị mất việc. Lối thoát duy nhất lúc đó là xin vào làm ở tờ tạp chí thời trang. Nhưng con đường tới đích quả thật chông gai, khi Rebecca lại được nhận vào tạp chí tài chính Successful Savings.

Sếp của Rebecca là Luke Brandon (Hugh Dancy) một anh chàng điển trai, nhưng là người của những con số. Bài viết thử việc của cô nàng đam mê mua sắm nằm ngoài sự hiểu biết vốn bấy lâu chỉ xoay quanh vườn tược và thời trang. Nhưng chính Luke đã giúp Rebecca tiếp cận vấn đề. Không những thế, sự tường tận về các loại thẻ tín dụng đã giúp nàng phóng viên tập sự có một bài viết độc đáo và ấn tượng. Mọi việc có lẽ sẽ suôn sẻ theo hướng tiến lên mấy tầng lầu phía trên, nếu như những bài viết sau đó của Rebecca được độc giả hưởng ứng nồng nhiệt, và cô nàng được mời lên nói chuyện trên truyền hình...

## Hậu trường

### Việc chuyển thể
Cuốn Confessions of a Shopaholic của tác giả Sophie Kinsella cùng với bốn tập tiếp theo: Shopaholic Takes Manhattan, Shopaholic Ties the Knot, Shopaholic and Sister và Shopaholic and Baby được coi là một hiện tượng xuất bản khi thu hút được độc giả đông đảo ở cả Anh và Mỹ. Theo báo Washington Post, có thời điểm ba trong bốn cuốn đều có trong danh sách top ten sách bán chạy nhất. Hơn 15 triệu độc giả trên 35 quốc gia, bao gồm Mỹ, Anh, Nhật Bản, Trung Quốc, Hàn Quốc, Indonesia, Thái Lan và Việt Nam đều rất yêu mến cô nàng Rebecca Bloomwood vui tính, nghiện mua sắm.
Thành công của loạt sách đã khiến nhà sản xuất Jerry Bruckheimer chú ý. Chad Oman - đồng sản xuất bộ phim - nói: "Khi lần đầu đọc cuốn sách, tôi biết đó thực sự là bộ phim chúng tôi muốn dựng. Đó là một câu chuyện thông minh, dí dỏm, quyến rũ và đầy cảm xúc". Còn Mike Stenson thì nói: "Nhìn vào tình trạng khủng hoảng nợ nần ở Mỹ, mỗi người có tới 27 cái thẻ tín dụng thì bạn sẽ thấy ai cũng có một chút Rebecca Bloomwood trong mình".Đạo diễn P. J. Hogan, từng chọc thiên hạ cười no bụng với Muriel's Wedding và My Best Friend's Wedding được chọn làm đạo diễn cho phim. Hogan nhận định: "Rebecca Bloomwood là tuýp nhân vật tôi hoàn toàn ủng hộ. Một tín đồ shopping là người tin vào phương pháp trị liệu bằng mua sắm. Ai cũng biết khi chán nản, chúng ta đều coi mua sắm là cách để lấy lại sự vui vẻ. Vấn đề là Rebecca không thể ngừng lại được".

### Chọn vai diễn
Vai diễn Rebecca Bloomwood hoàn toàn không đơn giản và cái tên Isla Fisher được đưa ra sau nhiều cân nhắc kĩ lưỡng. Jerry Bruckheimer nhận xét: "Có nhiều kinh nghiệm đóng phim hài, Isla Fisher lèo lái câu chuyện thật khéo kéo. Thật thú vị khi chứng kiến sự thông minh, dí dỏm và hài hước của cô ấy trong từng cảnh quay". Bản thân Isla cũng là người hâm mộ loạt tiểu thuyết của Kinsella. "Rebecca là một nhân vật thú vị. Cô nàng vui tươi, lạc quan, đáng yêu, tốt tính, mê những vật sáng lấp lánh. Cô nàng luôn thích đồ mới như trẻ con. Tôi đã đọc hết bộ truyện, đó là những cuốn sách rất hài hước, tôi đã thực sự ước có được vai diễn này", diễn viên này tiết lộ.

### Sản xuất
Trong phiên bản điện ảnh của Confessions of a Shopaholic, bối cảnh của câu chuyện được dời về Mỹ. Tác giả Kinsella nói: "Trong nguyên tác, Rebecca là người Anh nhưng hình mẫu Rebecca Bloomwood có ở khắp nơi. Điều quan trọng là chúng ta hiểu tâm lý, điểm yếu và sự hài hước của cô ấy. Bộ phim hai cuốn đầu trong loạt sách, trong đó, cuốn thứ hai có bối cảnh ở New York. Rất nhiều địa điểm yêu thích của tôi đã xuất hiện trong phim. Ở Mỹ, chỉ có một nơi phù hợp để xây dựng câu chuyện này. Bản thân thành phố New York cũng là một nhân vật. Nó là biểu tượng của các thành phố, là kinh đô thời trang của thế giới".
Các nhà làm phim hiểu rằng các nhân vật trong câu chuyện Confessions of a Shopaholic cần có những phục trang thật lộng lẫy. Họ tìm tới Patricia Field, một trong những nhà thiết kết trang phục hàng đầu. Bà là người luôn đi trước thời đại, sáng tạo những mẫu thiết kế mới độc đáo, rực rỡ và rất có phong cách. Patricia Field có 40 năm kinh nghiệm trong lĩnh vực thời trang. Bà cũng là người góp mặt trong nhóm thiết kế phục trang cho bộ phim Yêu nữ thích hàng hiệu.
Câu chuyện Confessons of a Shopaholic đã lôi cuốn bà và dàn diễn viên chính xinh đẹp, cá tính càng kích thích nguồn cảm hứng sáng tạo của nhà thiết kế lừng danh. Field nói: "Tôi làm việc với diễn viên để hiểu hình tượng nhân vật họ muốn thể hiện. Tôi cũng có ý tưởng của mình và chúng tôi chia sẻ cho nhau. Isla rất dễ mến và quyến rũ, mang lại cảm hứng để tôi tạo ra những bộ phục trang cho cô ấy, khi xem phim tôi thật sự hào lòng".

## Phản hồi

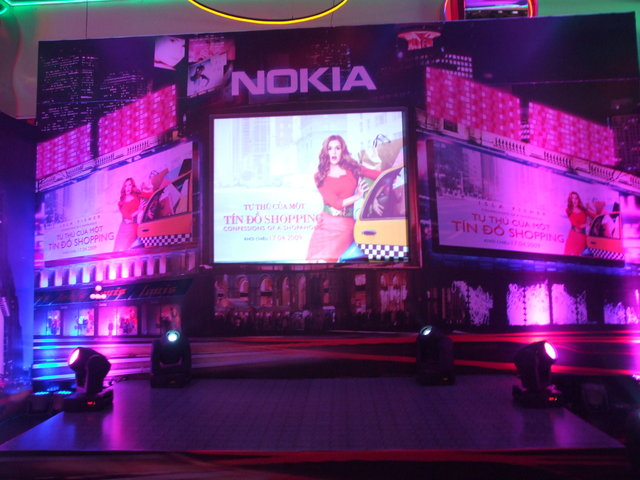
Buổi công chiếu bộ phim tại Việt Nam

Confessions of a Shopaholic có rất nhiều ý kiến trái chiều. Vào ngày 6 tháng 3 năm 2009, bộ phim giành được số điểm là 38 trên 30 bài đánh giá của trang Metacritic. Trên trang Rotten Tomatoes, bộ phim được bầu chọn là 23%, dựa trên 113 bản đánh giá cùng một đánh giá chung là "Bộ phim hài lãng này quy tụ một dàn sao trẻ rất đặc biệt nhưng phim lại gửi đến người xem một thôn điệp khá lộn xộn."
Màn trình diễn của Isla Fisher nhận được nhiều đánh giá tích cực và giúp cô giành một đề cử giải Choice Movie Actress: Comedy at the Teen Choice Awards 2009, nhưng giải thưởng lại thuộc về Anne Hathaway cho phim Bride Wars. Bộ phim đồng thời nhận được đề cử cho Choice Movie: Romance nhưng lại thuộc về Twilight.
Bộ phim giành vị trí thứ #4 trên bảng xếp hạng đứng sau Taken, He's Just Not That into You, và Friday the 13th với doanh thu là $15,054,000 trong 2,507 rạp phim. Vào 22 tháng 5 năm 2009, bộ phim giành được $44,277,350 tại và tổng cộng $106,904,619 toàn thế giới.

## Phát hành đĩa DVD
Bộ phim được phát hành dưới dạng DVD và Blu-ray tại Bắc Mĩ vào ngày 23 tháng 6 năm 2009 và tại Úc vào ngày 5 tháng 8 năm 2009.

## Diễn viên
- Isla Fisher trong vai Rebecca Bloomwood
- Hugh Dancy trong vai Luke Brandon
- Krysten Ritter trong vai Suze Cleath-Stuart
- John Goodman trong vai Graham Bloomwood
- Joan Cusack trong vai Jane Bloomwood
- John Lithgow trong vai Edgar West
- Kristin Scott Thomtrong vai trong vai Alette Naylor
- Leslie Bibb trong vai Alicia Billington
- Robert Stanton trong vai Derek Smeathe
- Lynn Redgrave trong vai a Drunken Lady at Party
- Julie Hagerty trong vai Haley
- Nick Cornish trong vai Tarquin Cleath-Stuart
- Fred Armisen trong vai Ryan Koenig
- Wendie Malick trong vai Miss Korch
- John Salley trong vai a D. Freak
- Tuomtrong vai Hiltunen trong vai Janne Virtanen

## Nhạc phim
Nhạc phim của Confessions of a Shopaholic được phát hành 17 tháng 2 năm 2009 bởi hãng đĩa Hollywood Records. Trước đó, danh sách các bài hát trong album đã được đăng lên trang Tommy2.net vào ngày 25 tháng 1 năm 2009. Trong bản danh sách chính thức, Adrienne Bailon đã hát ca khúc "Big Spender" thay thế Girlicious, và nhóm Pussycat Dolls đã hát "Bad Girl" thay thế bản của Rihanna và Chris Brown. Ngoài ra, Ric Ocasek đã hát "Emotion in Motion" thay thế, và ca khúc "Music Of The Sun" do Rihanna đã bị thay thế bởi "Calling You" do Kat DeLuna. Stuck With Each Other của Shontelle với Akon đã trở thành nhạc phim chính thức trong bộ phim, ca khúc "Fashion" của Lady Gaga đồng thời cũng có mặt trong danh sách ca khúc.
| Nhạc phim chính thức | Nhạc phim chính thức          | Nhạc phim chính thức      | Nhạc phim chính thức |
| STT                  | Nhan đề                       | Người trình bày           | Thời lượng           |
| -------------------- | ----------------------------- | ------------------------- | -------------------- |
| 1.                   | "Accessory"                   | Jordyn Taylor             | 3:06                 |
| 2.                   | "Fashion"                     | Lady Gaga                 | 2:51                 |
| 3.                   | "Blue Jeans"                  | Jessie James và Odd Balls | 3:56                 |
| 4.                   | "Uncontrollable"              | Adrienne Bailon           | 3:30                 |
| 5.                   | "Calling You"                 | Kat DeLuna                | 3:20                 |
| 6.                   | "Stuck with Each Other"       | Akon, Shontelle           | 3:20                 |
| 7.                   | "Unstoppable"                 | Kat DeLuna                | 3:49                 |
| 8.                   | "Big Spender"                 | Bailon                    | 3:49                 |
| 9.                   | "Bad Girl"                    | The Pussycat Dolls        | 2:27                 |
| 10.                  | "Again"                       | Natasha Bedingfield       | 3:57                 |
| 11.                  | "Takes Time to Love"          | Trey Songz                | 2:45                 |
| 12.                  | "Girls Just Want to Have Fun" | Greg Laswell              | 2:37                 |
| 13.                  | "Don't Forget Me"             | Macy Gray                 | 2:37                 |
| 14.                  | "Shopaholic Suite"            | James Newton Howard       | 4:40                 |
| Tổng thời lượng:     | Tổng thời lượng:              | Tổng thời lượng:          | 46:44                |

## Liên kết
- Website chính thức
- Tự thú của một tín đồ shopping trên Internet Movie Database
- Tự thú của một tín đồ shopping tại AllMovie
- Tự thú của một tín đồ shopping tại Metacritic
- Tự thú của một tín đồ shopping tại Box Office Mojo